# Hypographa macrodonta
Hypographa macrodonta là một loài bướm đêm trong họ Geometridae.